# 特雷戈默尔
特雷戈默尔（法語：Trégomeur，法語發音：[tʁeɡɔmœʁ]）是法国阿摩尔滨海省的一个市镇，位于该省北部偏东，属于圣布里厄区。

## 地理
特雷戈默尔（48°33'56"N, 2°52'55"W）面积10.37 平方千米，位于法国布列塔尼大區阿摩尔滨海省，该省份为法国西北部沿海省份，位于布列塔尼半岛北部，北濒大西洋英吉利海峡，西接菲尼斯泰尔省，南至莫尔比昂省，东临伊勒-维莱讷省。
与特雷戈默尔接壤的市镇（或旧市镇、城区）包括：朗蒂克、普莱洛、波尔迪克。

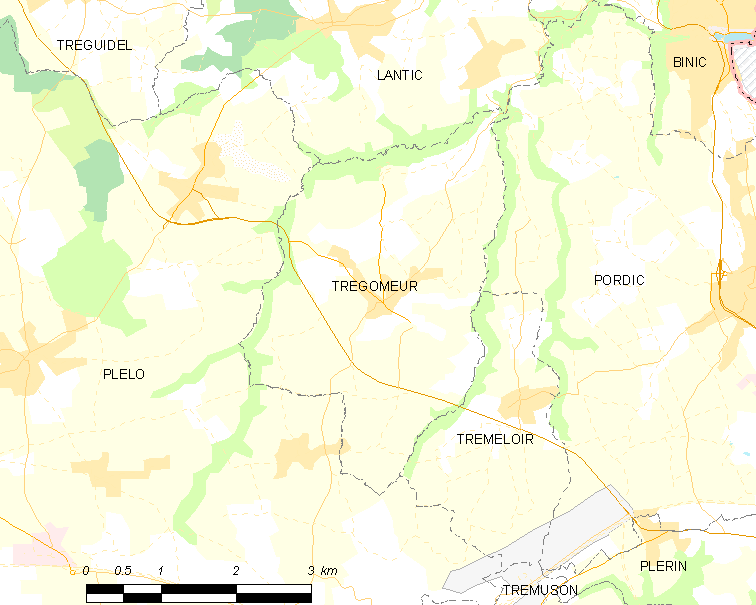
特雷戈默尔的OSM定位图

特雷戈默尔的时区为UTC+01:00、UTC+02:00（夏令时）。

## 行政
特雷戈默尔的邮政编码为22590，INSEE市镇编码为22356。

## 政治
特雷戈默尔所属的省级选区为普莱洛县。

## 人口

1962-2008年间特雷戈默尔人口变化图示

特雷戈默尔于2022年1月1日时的人口数量为947人。

## 交通
阿摩尔滨海省省道D6线和D47线在境内交汇。